# Faschinajoch
Faschinajoch är ett bergspass i Österrike.   Det ligger i distriktet Bludenz och förbundslandet Vorarlberg, i den västra delen av landet, 500 km väster om huvudstaden Wien. Faschinajoch ligger 1 489 meter över havet.
Terrängen runt Faschinajoch är bergig österut, men västerut är den kuperad.
I omgivningarna runt Faschinajoch växer i huvudsak blandskog. Runt Faschinajoch är det ganska glesbefolkat, med 47 invånare per kvadratkilometer.